# La trappola di fuoco
La trappola di fuoco è un film italiano del 1953, diretto da Gaetano Petrosemolo.

## Trama
A Roma, in una caserma dei vigili del fuoco, nelle giornate dell'occupazione tedesca di Roma, si seguono le vicende dei componenti, ciascuno con i propri problemi, tra i quali spicca quella del giovane Ernesto, il quale durante un'azione di salvataggio ha salvato Anna, una ragazza della quale ben presto si innamora. Ma viene ostacolato nei suoi propositi da un malvivente che lo spinge a utilizzare un'autobotte della caserma per i suoi affari sporchi. Alla vigilia dell'entrata dei soldati americani nella capitale, quando il reparto sembra sfasciarsi poiché i tedeschi hanno portato via tutti gli automezzi, nella caserma risuona l'allarme: Ernesto, con un'azione eroica, riesce a salvare Anna da un improvviso incendio, mentre il malvivente rimarrà vittima della macchinazione da lui stesso creata.

## Distribuzione
Il film, conosciuto anche con il titolo Il grido della città, venne girato negli studi di Cinecittà. Ottenne il visto di censura n. 13.674 del 23 febbraio 1953. La maggior parte degli interpreti non erano attori professionisti, ma autentici vigili del fuoco, da sottolineare a tal proposito la performance dell'esordiente Benedetto Formone.